# I Liga 1976/1977
Ekstraklasa 1976/77 byla nejvyšší polskou fotbalovou soutěží. Vítězem se stal a do Poháru mistrů evropských zemí 1977/78 se kvalifikoval Śląsk Wrocław. Do Poháru UEFA se kvalifikovaly týmy Widzew Łódź a Górnik Zabrze. Účast v Poháru vítězů pohárů si zajistil vítěz poháru Zagłębie Sosnowiec.
Soutěže se zúčastnilo celkem 16 celků, soutěž se hrála způsobem každý s každým doma-venku (celkem tedy 30 kol) systémem podzim-jaro. Při shodném počtu bodů rozhodovaly o pořadí vzájemné zápasy. Sestoupily poslední 2 týmy GKS Tychy a ROW Rybnik.

## Tabulka
| Poř. | Tým                | Z  | V  | R  | P  | VG | OG | B  |
| ---- | ------------------ | -- | -- | -- | -- | -- | -- | -- |
| 1.   | Śląsk Wrocław      | 30 | 17 | 7  | 6  | 38 | 32 | 41 |
| 2.   | Widzew Łódź        | 30 | 15 | 10 | 6  | 46 | 31 | 38 |
| 3.   | Górnik Zabrze      | 30 | 15 | 7  | 8  | 41 | 32 | 37 |
| 4.   | Stal Mielec        | 30 | 14 | 8  | 8  | 42 | 30 | 36 |
| 5.   | Zagłębie Sosnowiec | 30 | 12 | 11 | 7  | 40 | 28 | 35 |
| 6.   | Pogoń Szczecin     | 30 | 14 | 7  | 9  | 38 | 44 | 35 |
| 7.   | ŁKS Łódź           | 30 | 12 | 9  | 9  | 35 | 29 | 33 |
| 8.   | Legia Varšava      | 30 | 12 | 6  | 12 | 40 | 38 | 30 |
| 9.   | Szombierki Bytom   | 30 | 11 | 5  | 14 | 34 | 35 | 27 |
| 10.  | Wisla Krakov       | 30 | 9  | 9  | 12 | 32 | 33 | 27 |
| 11.  | Arka Gdynia (N)    | 30 | 10 | 7  | 13 | 27 | 32 | 27 |
| 12.  | Odra Opole (N)     | 30 | 8  | 10 | 12 | 36 | 39 | 26 |
| 13.  | Ruch Chorzów       | 30 | 8  | 10 | 12 | 30 | 40 | 26 |
| 14.  | Lech Poznań        | 30 | 9  | 5  | 16 | 37 | 48 | 23 |
| 15.  | GKS Tychy          | 30 | 5  | 11 | 14 | 33 | 41 | 21 |
| 16.  | ROW Rybnik         | 30 | 8  | 8  | 17 | 29 | 46 | 18 |

|  | Pohár mistrů evropských zemí 1977/78 |
|  | Pohár vítězů pohárů 1977/78          |
|  | Pohár UEFA 1977/78                   |
|  | Sestup do 2. ligy                    |

## Nejlepší střelci
|    |        | hráč                | tým                | PG |
| -- | ------ | ------------------- | ------------------ | -- |
| 1. | Polsko | Włodzimierz Mazur   | Zagłębie Sosnowiec | 17 |
| 2. | Polsko | Leszek Wolski       | Pogoń Szczecin     | 16 |
| 3. | Polsko | Władysław Dąbrowski | Legia Varšava      | 15 |

## Soupiska mistraŚląsk Wrocław
Zygmunt Kalinowski (26/0), Jacek Wiśniewski (5/0) - Marian Balcerzak (21/0), Jan Erlich (25/4), Roman Faber (28/2), Ireneusz Garłowski (1/0), Zygmunt Garłowski (25/12), Krzystof Karpiński (24/0), Mieczysław Kopycki (28/1), Henryk Kowalczyk (24/2), Józef Kwiatkowski (27/2), Mirosław Mitka (1/0), Jacek Nosko (7/0), Tadeusz Nowakowski (1/0), Mieczysław Olesiak (26/0), Tadeusz Pawłowski (29/5), Zdzisław Rybotycki (12/0), Janusz Sybis (29/10), Jerzy Szymonowicz (2/0), 
Władysław Żmuda (28/0) - trenér Władysław Żmuda (1939)